# 技嘉科技
技嘉科技股份有限公司（英語：GIGA-BYTE Technology Co., Ltd.），簡稱技嘉科技（英語：GIGABYTE Technology），是臺灣一家以製造及販售電子科技硬體為主的民營企業。技嘉科技提供電腦周邊零件、家用與商務電腦、專業商務需求的主機伺服器、效能擴充設備等產品線。

## 發展歷史
創立於1986年的技嘉科技前身為「技嘉實業」，由以葉培城、柯聰源、劉明雄、廖德和、馬孟明五人為首的創業元老發起，從事電腦主機板製造及銷售業務，成立第一年即獲得高於新臺幣4000萬元的營業額。
技嘉業務逐步穩定起飛後，曾受過一次重創打擊。1994年技嘉廠房火警，將大半設備與產品全都付之一炬。但此次事故並未完全擊垮技嘉，在同年7月技嘉業績創下歷史新高紀錄。
1996年技嘉首度公開發行股票。次年，技嘉與英特爾合作成為頂級測試夥伴；同年，技嘉獲得第六屆台灣精品獎，緊接著年年蟬連獲獎，打破台灣精品獎不頒發同一廠商、相同產品的紀錄。
1998年9月，技嘉科技在中國大陆投资的第一家子公司技嘉科技（东莞）电子有限公司。
2023年1月，技嘉科技宣布將網通事業群分拆獨立為技鋼科技。

## 產品
技嘉科技除了生產主機板外，另外也生產採用AMD-ATI和NVIDIA的GPU之顯示卡。該公司產品為：
※個人應用
- 主機板 / 显示卡
- 桌上型電腦 / 筆記型電腦
- 網通設備（企業及資訊設備-工作站/服务器）
- 顯示器
- 電腦零組件（機殼/電源供應器/散熱產品/固態硬碟SSD/記憶體/組裝套件）
- 電腦周邊配備（鍵盤/滑鼠/耳機/電競椅）

※企業應用
- 網通設備（企業及資訊設備-服务器/工作站/伺服器主機板）
- 企业解决方案

## 争议

### 售后服务差
技嘉科技於中國地區被指出售后服务态度不佳，不支持个人送修而广受诟病，被长期称作“拒保嘉”。

### 官网言论风波
2021年5月11日，有网友发现技嘉在其笔记本的官方产品页面写有“坚持台湾制造，质量严格控管。不同于其他品牌，选择低成本，降低质量的方式请中国代工制造。技嘉致力于打造卓越且高性能的零组件和笔记本电脑”等宣传文字，引起大陆网友的讨论，技嘉立刻删除了页面，之后技嘉中國大陆分公司在其官网做出了道歉，其在中国大陆的官方微博（AORUS技嘉电竞）称“部分文字和内容严重不符，系公司内部管理不善所致”、“生产线遍布中国大陆，产能占比高于90%”，京東、天貓等中国大陆电商平台疑下架技嘉相关产品。技嘉的京东、天猫官方店铺商品被清空，仅保留活动页面。当日技嘉股票跌幅达9.77%，市值蒸发近820亿台币（近190亿元人民币）。时至618，技嘉京东、天猫恢复运营。
2021年5月17日，因此事件影响，董事长叶培城辞去笔记本子公司董事长职务，涉事职员陳俊丞、許悅被辞退。

## 圖片集

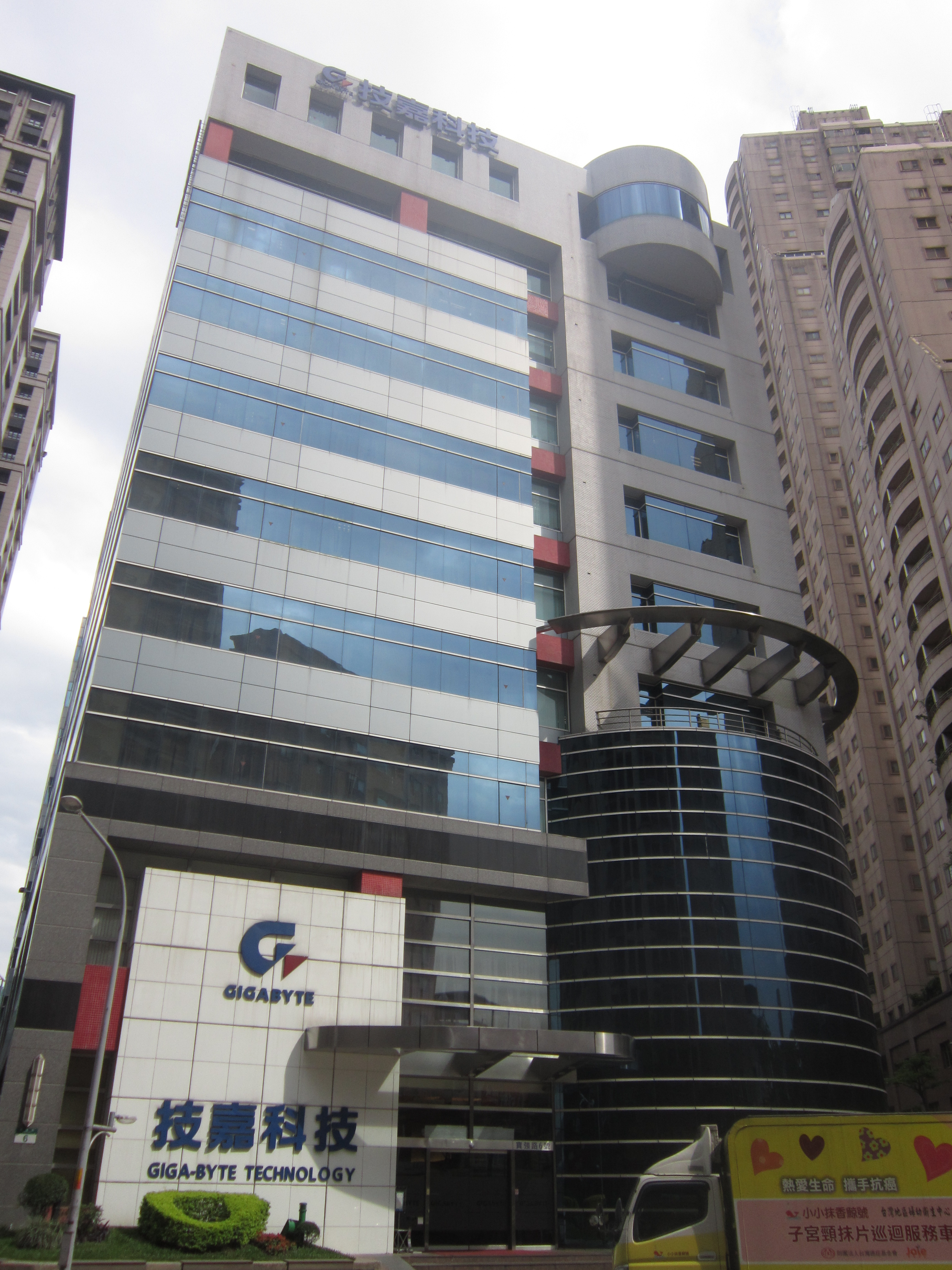
技嘉科技總部大樓
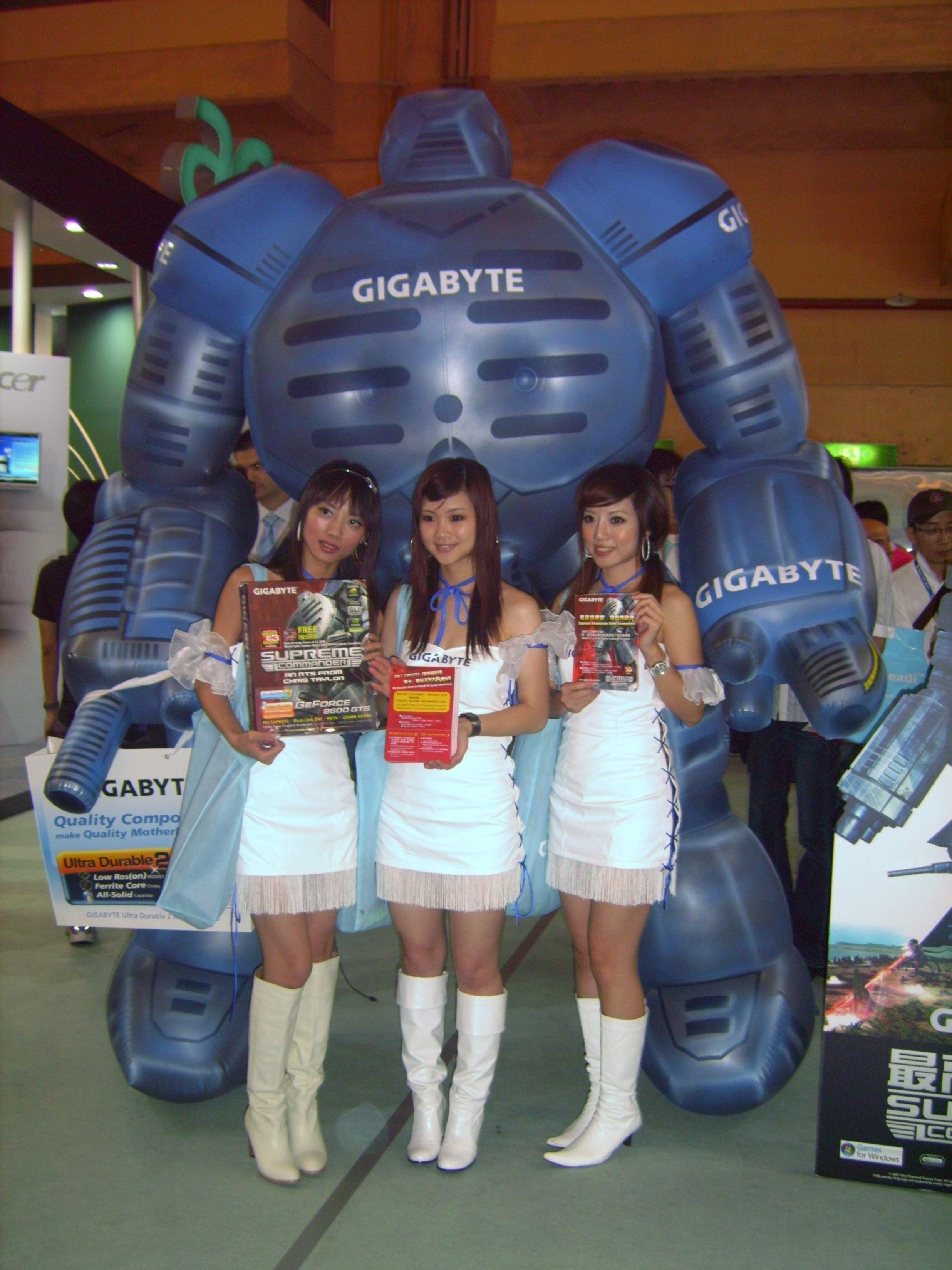
2007年台北國際電腦展，技嘉科技的吉祥物與展示女郎。
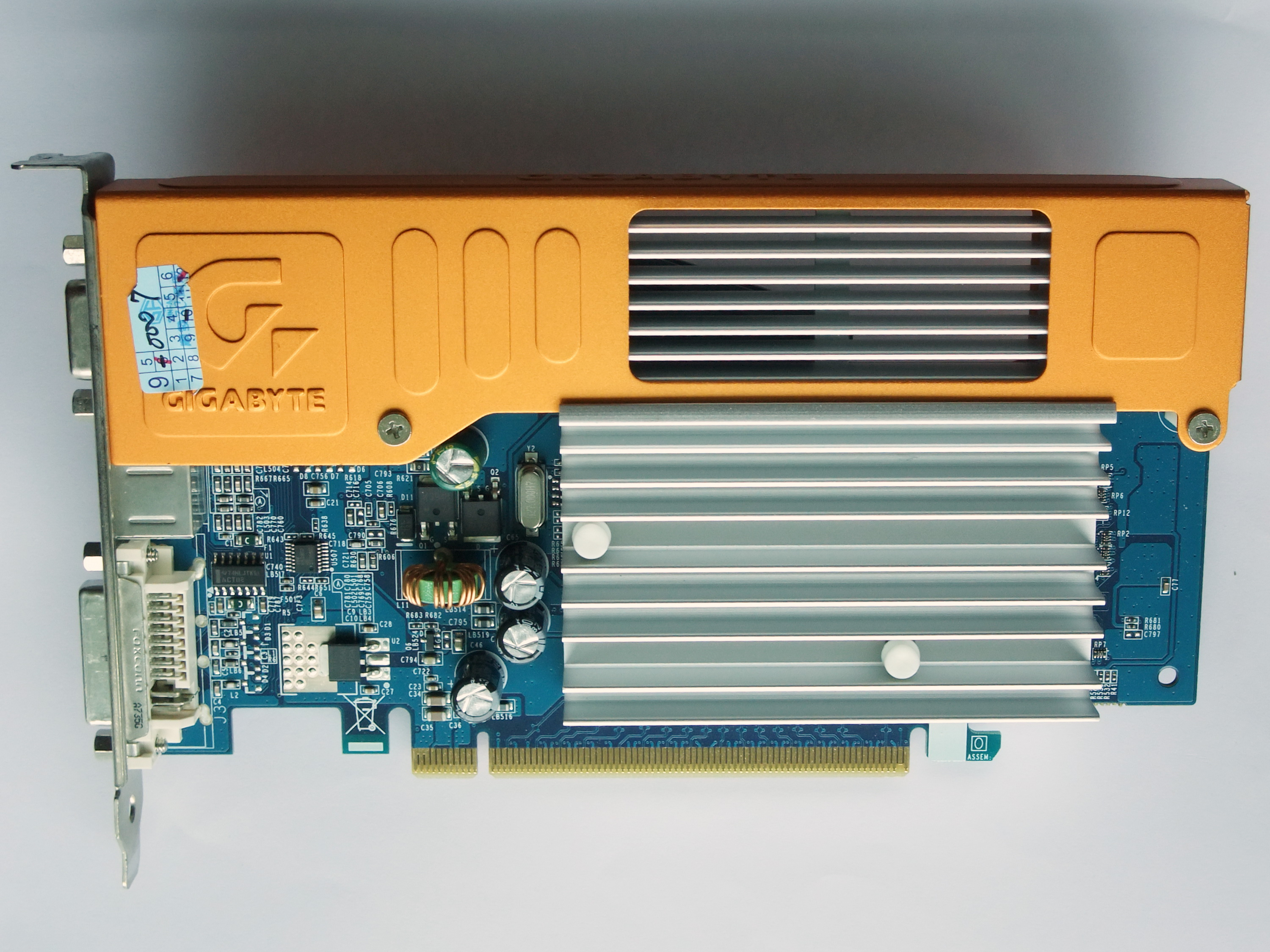
技嘉科技 NVIDIA GeForce 7300GS 顯示卡

## 外部連結
- 官方网站 （英文）